# 20858 Цуйжунфин
20858 Цуйжунфин (20858 Cuirongfeng) — астероїд головного поясу, відкритий 1 листопада 2000 року.
Тіссеранів параметр щодо Юпітера — 3,401.